# 白耳兵
白耳兵，又作白毦兵，是東漢末年至三國時期蜀漢的精銳部隊，亦為劉備的親衛部隊。曾被季漢丞相诸葛亮称之为「西方上兵」。

## 歷史
一般認為白毦兵在章武三年之前護衛劉備方面擔任重要角色，例如公元208年的長坂坡之戰，劉備因白毦兵的保護才能脫離曹操的追撃，其家屬亦有賴白毦兵的幫助得以保全。
公元223年（章武三年），當劉備敗退到永安縣白帝城時，原本乘勝追擊的東吳軍隊忽然撤退，可能忌憚於白毦兵阻擋所致。
公元226年（建興四年），白眊兵的指揮官陳到擔任永安都督、征西將軍及亭侯，協助李嚴鎮守白帝城，史家對白眊兵的記載並不多。